# Lūkstas (jezero)
Jezero Lūkstas leží na jižním okraji okresu Telšiai a kraje, v Žemaitsku na Žemaitijské vysočině, 2 km na jihozápad od města Varniai, na území ChKO Varnių regioninis parkas. Je to druhé největší jezero v Žemaitsku. Jezerem protéká řeka, která se v dolním toku nazývá Virvytė; do jezera přitéká pod názvem Sietuvos a vytéká z něj pod názvem Varnelė. Jezero je unikátní tím, že jako v jediném jezeře v Litvě v něm nacházejí jantar.

## Geografie
Pánev jezera se utvořila na místě, kde ležel ledovec. Délka břehu je 19,1 km. Severozápadní břeh je dosti strmý, zatímco severovýchodní a jižní břeh je bažinatý. Plocha povodí jezera činí 76,3 km². Severozápadní břeh je písčitý, jinde zarostlý. U vsi Mažasis Palūkstis je sídlo z doby kamenné.